# 沈国元
沈國元（?—?），字仲飛。秀水人。
明代諸生，好搜集史料。崇禎八年（1635年），張獻忠陷安徽巢縣，沈國元被斫不死，遂改名常，字存仲。著有《兩朝從信錄》、《皇明從信錄》、《流寇陷巢記》、《甲申大事記》等。